# گوردینی تی۲۴اس
گوردینی تی۲۴اس (انگلیسی: Gordini T24S) یک خودروی مسابقه ای اسپرت است که توسط سازنده فرانسوی گوردینی در سال ۱۹۵۳ طراحی، توسعه و ساخته شده است. این خودرو دارای یک موتور ۳ لیتری ۸ سیلندر خطی بود که از دو بلوک ۴ سیلندر تشکیل شده بود. از سال ۱۹۵۵ تایپ 24S فقط توسط رانندگان خصوصی رانندگی می شد و در نهایت پس از شکست در مسابقه ۲۴ ساعته در لمانز در سال ۱۹۵۷ از پیست های مسابقه کنار گذاشته شد.